# Wydarzenia radomskie

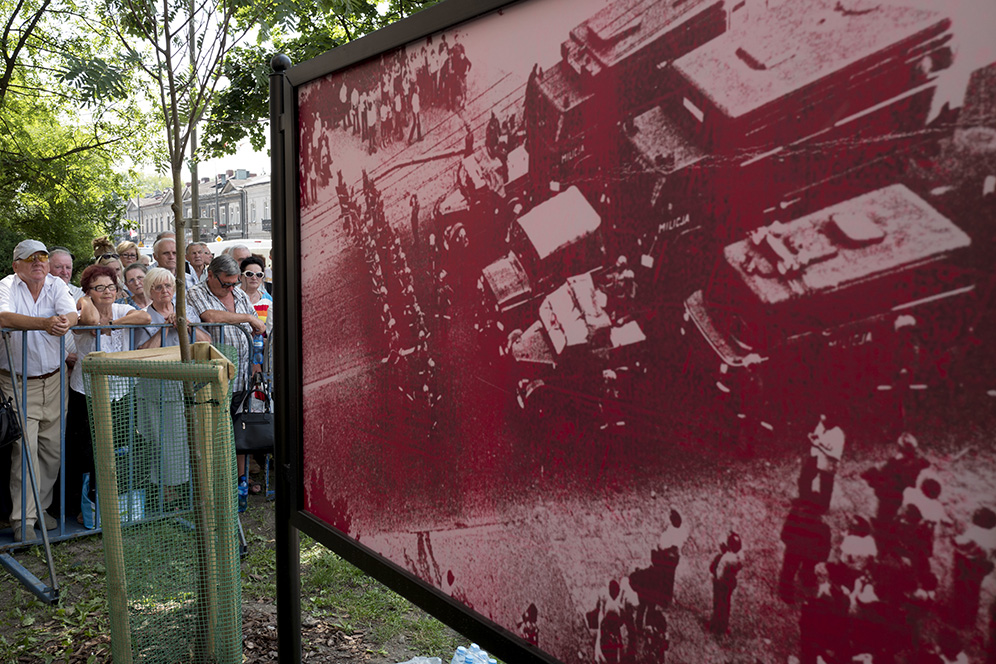
Wystawa plenerowa z okazji 40. rocznicy Radomskiego Protestu Robotniczego Czerwiec '76

Wydarzenia radomskie, in. radomski Czerwiec – określenie strajków i zamieszek w Radomiu 25 czerwca 1976 będących największą akcją protestacyjną w ramach Czerwca 1976, spacyfikowaną przez jednostki milicji i ZOMO.
W wydarzeniach tych wzięło udział ok. 20 tysięcy osób, w tym pracownicy 33 przedsiębiorstw z terenu Radomia i województwa oraz studenci ośrodka radomskiego Politechniki Świętokrzyskiej i uczniowie szkół średnich.

## Geneza
Bezpośrednim pretekstem wystąpienia radomskich robotników było przedstawienie 24 czerwca 1976 w sejmie przez premiera Piotra Jaroszewicza projektu członka Rady Państwa posła Edwarda Babiucha przewidującego drastyczne podwyżki cen żywności: mięsa i wędlin średnio o 69% (lepszych gatunków nawet o 110%), masła i serów o 50%, cukru o 200%, ryżu o 150%, warzyw o 30%, które miały wejść w życie 4 dni później.
Władze planując podwyżki liczyły się z akcjami protestacyjnymi, dlatego też już od wiosny 1976 w Ministerstwie Spraw Wewnętrznych i sztabach wojewódzkich MO trwały przygotowania do stłumienia ewentualnych strajków. Typowano, iż zamieszki mogą wystąpić w Warszawie, Gdańsku, Szczecinie, Krakowie oraz na Śląsku. Plany te nie uwzględniały Radomia, do którego 25 czerwca 1976 skierowano jedynie 75 funkcjonariuszy ZOMO. Już 23 czerwca w przeddzień wystąpienia Jaroszewicza podniesiono gotowość bojową jednostek podległych MSW, rozpoczynając tym samym właściwą fazę Operacji Lato 76.

## Przebieg
Akcja protestacyjna rozpoczęła się od największego w Radomiu przedsiębiorstwa – Zakładów Metalowych „Łucznik”. O godz. 6:30, nie podjął pracy wydział P-6, na którym zatrudnionych było 636 osób. Zamiast na stanowiska pracy, robotnicy udali się przed budynek dyrekcji. Około godz. 8:10 grupa licząca blisko 1000 osób wyszła poza bramy fabryki zabierając ze sobą 3 wózki akumulatorowe. Wkrótce potem grupa rozdzieliła się. Część protestujących postanowiła wrócić do zakładu, największa grupa udała się pod znajdującą się kilkaset metrów dalej bramę Zakładu Sprzętu Grzejnego, natomiast reszta skierowała się w stronę RZPS „Radoskór”. Z tych dwóch zakładów do protestujących dołączyło ok. 300 osób. W tym samym czasie strajk okupacyjny ogłoszono również w położonych nieco dalej Zakładach Urządzeń i Instalacji „Termowent”. Rozrastająca się błyskawicznie demonstracja skierowała się w stronę centrum miasta przechodząc obok dwóch kolejnych wielkich firm: Zakładów Drzewnych i Zakładów Naprawczych Taboru Kolejowego. Około 10.00 tłum spontanicznie skierował się pod siedzibę Komitetu Wojewódzkiego PZPR.
O godz. 10:15 wiceminister spraw wewnętrznych generał Bogusław Stachura, szef operacji Lato 76 rozkazał przerzucić do Radomia pododdziały ZOMO z Lublina, Łodzi, Warszawy i Kielc. Przerzucano też postawione w stan gotowości bojowej pododdziały Wyższej Szkoły Oficerskiej Milicji Obywatelskiej w Szczytnie.
Do godz. 11:00 przed budynkiem KW PZPR zebrało się ok. 4 tys. protestujących, którzy żądali rozmów z kierownictwem partii. I sekretarz komitetu wojewódzkiego Janusz Prokopiak zadzwonił do sekretarza KC PZPR Jana Szydlaka, który oświadczył, że odwołanie podwyżek cen nie jest możliwe. Prokopiak, wiedząc, że zdesperowany tłum może zaatakować komitet zdecydował się grać na zwłokę i ok. 12:30 poinformował protestujących, że władze centralne zareagują na protesty do godz. 14:00.
Po upływie tego terminu tłum zniecierpliwiony brakiem jakiejkolwiek reakcji władz wojewódzkich wtargnął do gmachu komitetu. Najpierw protestujący dotarli do bufetu, skąd przez okna rozpoczęli wyrzucać m.in. puszki z szynką. Następnie rozpoczęto demolowanie budynku. Z gabinetów wyrzucono portrety Lenina, z masztu na dachu ściągnięto czerwoną flagę i powieszono w jej miejscu flagę państwową. Następnie budynek podpalono, jednocześnie barykadując znajdujące się przed nim skrzyżowanie ulic, by uniemożliwić jego gaszenie jednostkom straży pożarnej.
Protestujący, do których później dołączyli również studenci i zwolnieni do domu pracownicy, którzy stawili się do pracy na drugą zmianę rozpoczęli starcia uliczne z jednostkami milicji i ZOMO, które rozpoczęły pacyfikację demonstracji. Próbowali również podpalić budynek Urzędu Wojewódzkiego oraz Biura Paszportów KW MO. Walki trwały do godz. 21:00. O godz. 20:00 rząd wycofał projekt podwyżek.

## Pacyfikacja
Z powodu nieuwzględnienia Radomia w planach operacyjnych na miejscu zdarzeń nie było wystarczających sił milicji by rozpędzić demonstrację. W związku z tym już ok. godz. 10 podjęto decyzję o skierowanie na miejsce zdarzeń jednostek ZOMO z Lublina, Łodzi, Warszawy i Kielc oraz przerzucenie drogą powietrzną na lotnisko w Sadkowie pododdziałów z Wyższej Szkoły Oficerskiej Milicji Obywatelskiej w Szczytnie.
Oddziały milicji były celowo niewyposażone w broń palną. Edward Gierek wydał zalecenia traktujące użycie milicji przeciwko robotnikom jako ostateczność. Tak też się stało, zwlekano z użyciem ZOMO do chwili, aż podpalono KW i grabież sklepów stała się faktem. Zdemolowano i okradziono ponad 100 sklepów.
Do godz. 15:00 walki uliczne były wyrównane, gdyż demonstracje próbowały spacyfikować jedynie lokalne oddziały milicji i ZOMO. Po godz. 15:10 pod siedzibę podpalonego komitetu wojewódzkiego dotarły pierwsze posiłki – V, a następnie VI kompania ZOMO z Warszawy, które rozpoczęły pacyfikację przy użyciu gazów łzawiących i armatek wodnych. Kolejne kompanie ZOMO skierowano do tłumienia zamieszek w centrum miasta. Około godz. 16.20 nastąpiło największe natężenie walk i demonstracji, w których udział brało już ok. 20 tysięcy osób.
Łącznie do spacyfikowania demonstracji i zamieszek skierowano 1543 funkcjonariuszy. Milicja i ZOMO przeprowadziły masowe aresztowania zarówno demonstrantów, jak i przygodnych osób, którym zarzucano uczestnictwo w niszczeniu mienia. Zdarzały się również przypadki wyciągania ludzi z domów. Zatrzymanych brutalnie bito i kopano przeprowadzając przez tzw. „ścieżki zdrowia”.

## Represje
W trakcie walk ulicznych zginęły 2 osoby: Jan Łabęcki i Tadeusz Ząbecki przygnieceni przez przyczepę ciągnika z betonowymi płytami, którą próbowali zepchnąć w kierunku nadciągających oddziałów ZOMO. Trzecią ofiarą śmiertelną związaną pośrednio z wydarzeniami był 27-letni Jan Brożyna, do którego śmierci 30 czerwca 1976 r. przyczyniło się pobicie przez milicjantów dzień wcześniej. Śmiertelną ofiarą represji po wydarzeniach radomskich, był również ks. Roman Kotlarz.
Rannych w zamieszkach zostało 198 osób. Milicja i ZOMO zatrzymały 634 osoby a następnego dnia w trybie natychmiastowym zwolniono z pracy 939 osób. 25 osób osądzono jako prowodyrów wydarzeń. Osiem z nich skazano na kary od 8 do 10 lat więzienia, jedenaście otrzymało kary od 5 do 6 lat, a sześcioro – od 2 do 4 lat więzienia. Dodatkowo ok. 170 osób zostało skazanych przez kolegia do spraw wykroczeń.
Straty materialne oszacowano na ponad 77 milionów złotych. W trakcie zamieszek spalono 5 samochodów ciężarowych i 19 osobowych, a pożar uszkodził gmach komitetu.
26 czerwca władze rozpoczęły w mediach, na stadionach i placach szeroko zakrojoną kampanię propagandową, która miała na celu potępienie i zdyskredytowanie protestujących, których nazwano „radomskimi warchołami”.

## Skutki
Pacyfikacja demonstracji w Radomiu oraz odbywających się jednocześnie akcji w Ursusie i Płocku spowodowały mobilizację na większą skalę środowisk opozycyjnych oraz po raz pierwszy wspólnych działań środowisk robotniczych i inteligenckich. Pomoc materialna, prawna i medyczna dla ofiar represji i ich rodzin oraz zbiorowe i indywidualne listy protestacyjne zaowocowały powstaniem niecałe 3 miesiące później Komitetu Obrony Robotników.
Również Konferencja Episkopatu Polski obradująca w dniach 8–9 września 1976 zwróciła się do władz o „zaniechanie wszelkich represji wobec robotników biorących udział w protestach przeciwko zamierzonej przez rząd w czerwcu zbyt wygórowanej podwyżce cen artykułów żywnościowych” i zaapelowała: „Uczestniczącym w tych protestach robotnikom trzeba by przywrócić odebrane prawa, pozycję społeczną i zawodową”.
Efektem rosnącej niechęci społecznej wobec represyjnej polityki władz PRL w stosunku do robotników były amnestie w stosunku do skazanych ogłoszone w lutym i lipcu 1977.
Po 1989 ok. 35 skazanych otrzymało kasacje wyroków, a 15 z nich sąd przyznał odszkodowania finansowe w wysokości od 10 do 30 tysięcy złotych.
Dotychczas zarzuty z tytułu bezprawnego pozbawienia wolności i sprawstwa kierowniczego podczas wydarzeń radomskich postawiono 4 byłym funkcjonariuszom MO, SB i Służby Więziennej. W sierpniu 2002 dwaj z nich zostali uniewinnieni, a w stosunku do dwóch pozostałych sąd umorzył postępowanie z powodu przedawnienia.
9 czerwca 2006 Komisja Ścigania Zbrodni przeciwko Narodowi Polskiemu w Lublinie skierowała do Sądu Rejonowego w Radomiu akt oskarżenia przeciwko funkcjonariuszowi ZOMO z Lublina oskarżając go o zbrodnię komunistyczną.
25 czerwca 2006 przedawniły się zarzuty o zbrodnię komunistyczną.

## Inspiracje
Na kanwie wydarzeń radomskich powstały:
- Film Krzysztofa Kieślowskiego Krótki dzień pracy (1981 – premiera 1996)
- Film Wojciecha Maciejewskiego – Miasto z wyrokiem (1996)